# Josef Geryk
Josef Geryk  (Nový Jičín, 1942. október 14. – Vágvörösvár, 2013. június 27.) cseh labdarúgó, kapus.

## Pályafutása
1963 és 1965 között a Baník Ostrava játékosa volt és 20 bajnoki mérkőzésen védett. 1965-ben a Spartak Trnava együtteséhez igazolt. A nagyszombati csapattal öt bajnoki címet és három csehszlovák kupát nyert. 1977-es visszavonuláság 123 bajnoki mérkőzésen védett.
A Csehszlovákia U23-as válogatottban 12 alkalommal szerepelt.

## Sikerei, díjai
Spartak Trnava
- Csehszlovák bajnokság
  - bajnok (5): 1967–68, 1968–69, 1970–71, 1971–72, 1972–73
  - 2. (1): 1969–70
  - 3. (1): 1966–67
- Csehszlovák kupa
  - győztes: 1967, 1971, 1975